# Elchin Shirinov
Elchin Shirinov (aserbaidschanisch: Elçin Şirinov; * 1982 in Baku) ist ein Jazzpianist aus Aserbaidschan.

## Leben und Wirken
Shirinov stammt aus einem volksmusikalischen Umfeld, seine beiden Brüder studierten traditionelle Instrumente am staatlichen Konservatorium in Baku. Er ist am Klavier Autodidakt, später erhielt er formellen Unterricht, besuchte aber nie eine Musikschule.
Seit 2008 arbeitet Shirinov als Pianist mit dem Jazz Center in Baku und tourt mit seinem eigenen Trio, dem Elchin Shirinov Trio, weltweit. 2013 spielte er mit Grzegorz Karnas, Michał Jaros und Sebastian Frankiewicz sowie auf dem Montreux Jazz Festival mit der Sängerin Sevda Alekperzade. Weiterhin tourte er mit dem Saxophonisten Rain Sultanov, wirkte mehrere Jahre auf dem Voicingers Festival als Begleiter von Sängern und trat auf weiteren internationalen Jazzfestivals mit Musikern wie Jon Scott, Ben Street, Jeff Ballard, Peter Nilsson, Grzegorz Karnas, Linley Marthe und Eric Harland auf. 2017 spielte er gemeinsam mit ungarischen Musikern das stark volksmusikalisch beeinflusste Album Maiden Tower ein.
Von 2019 bis Oktober 2022 gehörte Shirinov dem Avishai Cohen Trio an, mit dem er weltweit spielte und im Fernsehen auftrat. Zu hören ist er auf dessen Alben Arvoles, Two Roses und Shifting Sands. Im Bereich des Jazz war er laut Tom Lord zwischen 2013 und 2021 an vier Aufnahmesessions beteiligt, u. a. mit dem Saxophonisten Rain Sultanov (Live). Seit Ende 2022 spielt er mit der schottischen Jazzsängerin Louise Dodds.
Sein erstes Album unter eigenem Namen, Waiting, erschien 2020 beim japanischen Label Somethin’ Cool.

## Diskografie (Auswahl)
- Grzegorz Karnas: Power Kiss (Hevhetia 2017. Mit Alan Wykpisz und Grzegorz Masłowski)[9]
- Shirinov / Dés / Fenyvesi / Szandai: Maiden Tower (Hunnia Records 2017)
- Avishai Cohen: Arvoles (Razdaz Recordz 2019, mit Noam David und anderen)
- Waiting (Somethin’ Cool, 2020. Mit dem Elchin Shirinov Trio)[10]
- Avishai Cohen: Two Roses (Naïve 2022, mit Mark Guiliana)
- Avishai Cohen: Shifting Sands (Naïve 2022, mit Roni Kaspi)[4]

## Links
- Artikel über Elchin Shirinov in der Jazzzeitung (2015)
- Elchin Shirinovs Webseite (englisch)
- Avishai Cohen Trio
- Biographie von Elchin Shirinov bei AllMusic
- Elchin Shirinov bei Discogs